# Curtarolo
Curtarolo – miejscowość i gmina we Włoszech, w regionie Wenecja Euganejska, w prowincji Padwa.
Według danych na rok 2004 gminę zamieszkiwało 6200 osób, 442,9 os./km².